# 帶狀王冠

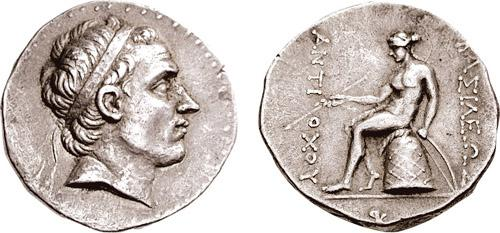
塞琉古帝國安條克三世的錢幣，當中的人像戴著帶狀王冠，該王冠是一種繫在頭上的頭帶。希臘文銘文為「ΒΑΣΙΛΕΩΣ ΑΝΤΙΟΧΟΥ」，意為「安條克王的」。

帶狀王冠（英語：Diadem）是一種王冠，具體而言是君主和其他人佩戴的裝飾性頭帶，作為王室的象徵。

## 概要
該名詞源自希臘文διάδημα（diádēma），意為「帶子」或「飾帶」，而帶子源自διαδέω（diadéō），意為「我綁起來」或「我繫緊」。原本指的是繡花白色絲帶，末端打結，兩條流蘇帶通常披在君主肩上，環繞著君主頭部以彰顯其權威。在古代，這種絲帶也被用來為重要體育比賽中獲勝的運動員加冕。後來，發展成以金屬製作，通常為圓形或飾帶形狀的王冠，例如，喬治四世王冠就是帶狀王冠。據信古代凱爾特人使用一種叫做mind（古愛爾蘭語）的薄半橢圓形金板作為王冠。這類王冠的一些最早例子可見於古埃及和愛琴海文化，從簡單的織物類型到更精緻的金屬類型。